# Säby-Uthamra
Säby-Uthamra är en av SCB avgränsad och namnsatt småort i Vallentuna kommun. Småorten omfattar bebyggelse i Säby och Uthamra i Vallentuna socken. Orterna ligger i sydvästra hörnet av kommunen, strax sydväst om tätorten Vallentuna och direkt öster om Smedby, vid Vallentunasjöns västra strand.